# Challenger Banque Nationale de Granby 2011
Il Challenger Banque Nationale de Granby 2011 è stato un torneo professionistico di tennis giocato sul cemento. È stata la 18ª edizione del torneo maschile, la 1ª del torneo femminile, che fanno parte dell'ATP Challenger Tour nell'ambito dell'ATP Challenger Tour 2011 e dell'ITF Women's Circuit nell'ambito dell'ITF Women's Circuit 2011. Il torneo maschile e quello femminile si sono giocati a Granby in Canada dall'11 al 17 luglio 2011.

## Partecipanti ATP

### Teste di serie
| Nazionalità | Giocatore              | Ranking* | Testa di serie |
| ----------- | ---------------------- | -------- | -------------- |
| Israele     | Dudi Sela              | 82       | 1              |
| Germania    | Matthias Bachinger     | 92       | 2              |
| Francia     | Nicolas Mahut          | 95       | 3              |
| Slovacchia  | Karol Beck             | 102      | 4              |
| Giappone    | Tatsuma Itō            | 111      | 5              |
| Francia     | Édouard Roger-Vasselin | 136      | 6              |
| Francia     | Arnaud Clément         | 169      | 7              |
| Canada      | Vasek Pospisil         | 191      | 8              |

- Rankings al 4 luglio 2011.

### Altri partecipanti
Giocatori che hanno ricevuto una wild card:
- Steven Diez
- Kamil Pajkowski
- Milan Pokrajac
- Zachary White

Giocatori entrati nel tabellone principale come alternate:
- Antoine Benneteau

Giocatori passati dalle qualificazioni:
- Sekou Bangoura
- Jean-François Bérard
- Filip Peliwo
- Yoann Ré

## Partecipanti WTA

### Teste di serie
| Nazionalità   | Giocatrice        | Ranking* | Testa di serie |
| ------------- | ----------------- | -------- | -------------- |
| Canada        | Stéphanie Dubois  | 116      | 1              |
| Ucraina       | Tetjana Lužans'ka | 159      | 2              |
| Israele       | Julia Glushko     | 191      | 3              |
| Hong Kong     | Zhang Ling        | 197      | 4              |
| Canada        | Sharon Fichman    | 248      | 5              |
| Sudafrica     | Chanel Simmonds   | 255      | 6              |
| Taipei cinese | Hsu Wen-hsin      | 291      | 7              |
| Cina          | Sun Shengnan      | 300      | 8              |

- Rankings al 4 luglio 2011.

### Altre partecipanti
Giocatrici che hanno ricevuto una wild card:
- Elisabeth Abanda
- Sonja Molnar
- Brittany Wowchuk
- Carol Zhao

Giocatrici passate dalle qualificazioni:
- Elisabeth Fournier
- Kim Grajdek
- Marianne Jodoin
- Whitney Jones
- Nika Kukharchuk
- Elizabeth Lumpkin
- Diana Ospina
- Katie Ruckert
- Kimberley-Ann Surin (lucky loser)

## Campioni

### Singolare maschile
Édouard Roger-Vasselin ha battuto in finale  Matthias Bachinger con il punteggio di 7–6(9), 4–6, 6–1.

### Singolare femminile
Stéphanie Dubois hanno battuto in finale  Zhang Ling con il punteggio di 6–2, 2–6, 6–1.

### Doppio maschile
Karol Beck /  Édouard Roger-Vasselin hanno battuto in finale  Matthias Bachinger /  Frank Moser con il punteggio di 6–1, 6–3.

### Doppio femminile
Sharon Fichman /  Sun Shengnan hanno battuto in finale  Viktoryia Kisialeva /  Nathalia Rossi con il punteggio di 6–4, 6–2.